# 롤랜드 SC-55
롤랜드 SC-55(Roland SC-55, 사운드 캔버스)는 롤랜드가 1991년에 출시한 GS MIDI 사운드 모듈이다. SC-55는 새로운 일반 MIDI 표준을 통합한 최초의 사운드 모듈이었다. 롤랜드 사운드 캔버스 시리즈의 첫 번째 작품이다.
이전 모델과 달리 SC-55는 PCM 합성만 사용하여 16부 다중음색으로 최대 24음성 동시발음을 지원한다. PC 음악 애호가를 대상으로 한 SC-55에는 GS 드럼 키트 및 추가 컨트롤러를 포함하여 315개의 악기 패치가 포함되어 있다. 효과 선택에는 리버브와 코러스가 포함된다. 또한 롤랜드 MT-32의 변형 뱅크를 모방한 패치가 사전 로드되어 있지만 MT-32의 재프로그래밍 기능이 부족했다.
SC-55와 함께 롤랜드는 사운드 캔버스와 동일한 크기의 저렴한 MIDI 시퀀서 모듈인 SB-55(사운드 브러시)를 출시했다. 사운드 캔버스와 사운드 브러시는 모두 나란히 랙마운트할 수 있다.
비슷한 톤 제너레이터를 갖춘 다른 모델로는 롤랜드 CM-300, 롤랜드 CM-500 및 롤랜드 SC-155 사운드 모듈이 있다. CM-300 및 CM-500 모델에는 SC-55의 LCD 화면과 확장 컨트롤이 없다. 두 모델 모두 롤랜드의 초기 CM-32/64 시리즈 모듈과 거의 동일한 외관을 가지고 있다. SC-155는 마스터 및 채널 레벨과 패닝을 위한 추가 슬라이더 컨트롤을 추가한다. 또한 CM-500에는 CM-32L과 유사한 SysEx와 완벽하게 호환되는 LA 톤 제너레이터가 포함되어 있다.